# Saison 2011-2012 du FC Nantes
Maillots
Chronologie
Saison précédente Saison suivante
La saison 2011-2012 du FC Nantes voit le club évoluer en Ligue 2 pour la troisième saison consécutive.

## Résumé de la saison
- 27 juin: reprise de l'entraînement.
- 5 au 16 juillet: stage de préparation à Annecy.
- 29 juillet: 1er match de L2.

- 1er avril 2011 : Guy Hillion est nommé coordinateur sportif du FC Nantes.
- 31 mai 2011 : Stéphane Ziani est nommé directeur technique du FC Nantes.
- 10 juin 2011 : Landry Chauvin est nommé entraîneur du FC Nantes, en remplacement de Philippe Anziani.
- 15 juin 2011 : Stéphane Ziani quitte son poste de directeur technique car il reproche à Guy Hillion de travailler seul, et non en binôme.
- 16 juin 2011 : Guy Hillion quitte à son tour le club à la suite des mauvaises relations qu'il avait avec le président Waldemar Kita.
- 20 juin 2011 : Stéphane Ziani, qui n'avait pas officiellement démissionné, fait son retour à la suite du départ de Guy Hillion.
- 19 août 2011 : Stéphane Ziani (re)démissionne, officiellement cette fois-ci, ne se sentant pas en phase avec la direction.

## Effectif et encadrement

### Transferts
| Nom                    | Nationalité   | Poste     | Transfert                | Provenance/Destination       | Division            | Référence |
| ---------------------- | ------------- | --------- | ------------------------ | ---------------------------- | ------------------- | --------- |
| Arrivées               |               |           |                          |                              |                     |           |
| Ľuboš Kamenár          | Slovaquie     | Gardien   | Retour de prêt           | Sivasspor                    | Süper Lig (D1)      |           |
| Rudy Riou              | France        | Gardien   | Fin de contrat           | Royal Charleroi SC           | Pro League (D1)     | Référence |
| Olivier Veigneau       | France        | Défenseur | Fin de contrat           | MSV Duisbourg                | 2. Bundesliga (D1)  | Référence |
| Vincent Bessat         | France        | Milieu    | Prêt avec option d'achat | US Boulogne-sur-Mer CO       | Ligue 2 (D2)        | Référence |
| Granddi Ngoyi          | RD Congo      | Milieu    | Prêt avec option d'achat | Paris Saint Germain FC       | Ligue 1 (D1)        | Référence |
| Christian Bekamenga    | Cameroun      | Attaquant | Retour de prêt           | Skoda Xanthi FC              | Alpha Ethniki (D1)  |           |
| Maurice-Junior Dalé    | France        | Attaquant | Fin de contrat           | FC Unirea Urziceni           | Liga I (D1)         | Référence |
| Jean-Jacques Mandrichi | France        | Attaquant | Fin de contrat           | Grenoble Foot 38             | Ligue 2 (D2)        | Référence |
| Fabrice Pancrate       | France        | Attaquant | Fin de contrat           | AEL Larissa                  | Alpha Ethniki (D1)  | Référence |
| Florian Raspentino     | France        | Attaquant | Fin de contrat           | RCO Agde                     | CFA - C (D4)        | Référence |
| Sylvain Wiltord        | France        | Attaquant | Fin de contrat           | FC Metz                      | Ligue 2 (D2)        | Référence |
| Départs                |               |           |                          |                              |                     |           |
| Ľuboš Kamenár          | Slovaquie     | Gardien   | Prêt avec option d'achat | AC Sparta Prague             | Gambrinus Liga (D1) | Référence |
| Guy-Roland Ndy Assembe | Cameroun      | Gardien   | Transfert (800k €)       | AS Nancy-Lorraine            | Ligue 1 (D1)        | Référence |
| Loïc Nego              | France        | Défenseur | Fin de contrat           | AS Rome                      | Serie A (D1)        |           |
| Jean-Jacques Pierre    | Haïti         | Défenseur | Fin de contrat           | Paniónios GSS FC             | Alpha Ethniki (D1)  |           |
| Damien Tixier          | France        | Défenseur |                          |                              |                     |           |
| Papa Malick Ba         | Sénégal       | Milieu    |                          | FC Nantes rés.               | CFA 2 - G (D5)      |           |
| Omar Benzerga          | Algérie       | Milieu    |                          | FC Nantes rés.               | CFA 2 - G (D5)      |           |
| Aurélien Capoue        | France        | Milieu    | Fin de contrat           | US Boulogne-sur-Mer CO       | Ligue 2 (D2)        | Référence |
| Stéphane Darbion       | France        | Milieu    | Fin de contrat           | Ethnikos Olympiakos Volos FC | Alpha Ethniki (D1)  | Référence |
| Khassimirou Diop       | Sénégal       | Milieu    | Fin de contrat           | FC Sion                      | Super League (D1)   |           |
| Sofiane Hanni          | France        | Milieu    | Fin de contrat           | Kayseri Erciyesspor          | Süper Lig (D1)      | Référence |
| Quentin Othon          | France        | Milieu    | Retour de prêt           | RC Strasbourg                | CFA 2 - C (D5)      |           |
| Serges Deblé           | Côte d'Ivoire | Attaquant | Retour de prêt           | Charlton Athletic FC         | League One (D3)     |           |
| Frédéric Nimani        | Tchad         | Attaquant | Retour de prêt           | AS Monaco FC                 | Ligue 2 (D2)        |           |
| Ronny Rodelin          | France        | Attaquant | Transfert (1,5M d'€)     | Lille OSC                    | Ligue 1 (D1)        | Référence |
| William Vainqueur      | France        | Attaquant | Transfert (1,7M d'€)     | Standard de Liège            | Pro League (D1)     | Référence |

| Nom                    | Nationalité | Poste     | Transfert                           | Provenance/Destination   | Division      | Référence |
| ---------------------- | ----------- | --------- | ----------------------------------- | ------------------------ | ------------- | --------- |
| Arrivées               |             |           |                                     |                          |               |           |
| Chaker Alhadhur        | France      | Défenseur | Prêt (décembre)                     | Aviron bayonnais FC      | National (D3) |           |
| Benoit Cheyrou         | France      | Milieu    | Retraite sportive (février)         | FC Nantes (superviseur)  | Ligue 2 (D2)  |           |
| Grzegorz Krychowiak    | Pologne     | Milieu    | Prêt sans option d'achat (novembre) | FC Girondins de Bordeaux | Ligue 1 (D1)  | Référence |
| Départs                |             |           |                                     |                          |               |           |
| Christian Bekamenga    | Cameroun    | Attaquant | Résiliation de contrat (septembre)  |                          |               | Référence |
| Jean-Jacques Mandrichi | France      | Attaquant | Résiliation de contrat (octobre)    | LB Châteauroux           | Ligue 2 (D2)  | Référence |

| Nom                 | Nationalité | Poste     | Transfert                      | Provenance/Destination  | Division                 | Référence |
| ------------------- | ----------- | --------- | ------------------------------ | ----------------------- | ------------------------ | --------- |
| Arrivées            |             |           |                                |                         |                          |           |
| Ľuboš Kamenár       | Slovaquie   | Gardien   |                                | AC Sparta Prague        | Gambrinus Liga (D1)      |           |
| Chaker Alhadhur     | France      | Défenseur | Retour de prêt                 | Aviron bayonnais FC     | National (D3)            |           |
| Ismaël Bangoura     | Guinée      | Attaquant | Transfert                      | Al-Nasr SC              | UAE Football League (D1) | Référence |
| Damien Le Tallec    | France      | Attaquant | Transfert                      | BV 09 Borussia Dortmund | 1. Bundesliga (D1)       | Référence |
| Départs             |             |           |                                |                         |                          |           |
| Ľuboš Kamenár       | Slovaquie   | Gardien   |                                | FC Spartak Trnava       | Superliga (D1)           |           |
| Aristote Lusinga    | France      | Défenseur | Fin de contrat (en janvier ??) | Fontenay-le-Comte VF    | CFA - D (D4)             |           |
| Maurice-Junior Dalé | France      | Attaquant | Prêt avec option d'achat       | AC Arles-Avignon        | Ligue 2 (D2)             |           |
| Serge Gakpé         | Togo        | Attaquant | Prêt avec option d'achat       | Standard de Liège       | Pro League (D1)          | Référence |

### Staff technique
| Entraîneur              | : Landry Chauvin      |
| Entraîneur adjoint      | : Bruno Baronchelli   |
| Entraîneur des gardiens | : Fabrice Grange      |
| Préparateur physique    | : Stéphane Wiertelack |

### Dirigeants
| Président                        | : Waldemar Kita   |
| Directeur général                | : Franck Kita     |
| Directeur du centre de formation | : Samuel Fenillat |

## Matchs amicaux
| Date                      | TV | Adversaire          | Division            | Lieu                   | Score | Buteur du FCN                                                      | Affluence | Lien |
| ------------------------- | -- | ------------------- | ------------------- | ---------------------- | ----- | ------------------------------------------------------------------ | --------- | ---- |
| Samedi 2 juillet 2011     |    | Le Poiré-sur-Vie VF | National            | La Jonelière           | 1 - 0 | Cheyrou 90e                                                        | -         | Lien |
| Samedi 9 juillet 2011     |    | Évian TG FC         | Ligue 1             | Publier                | 2 - 0 | Dalé 10e, Raspentino 63e                                           | 1.337     | Lien |
| Mardi 12 juillet 2011     |    | France -20 ans      | Sélection nationale | Tignes                 | 0 - 3 | -                                                                  | -         | Lien |
| Vendredi 15 juillet 2011  |    | SC Bastia           | Ligue 2             | Sallanches             | 0 - 4 | -                                                                  | 350       | Lien |
| Lundi 18 juillet 2011     |    | Stade brestois 29   | Ligue 1             | Pleyber-Christ         | 1 - 3 | Wiltord 81e                                                        | 2.100     | Lien |
| Samedi 23 juillet 2011    |    | USSA Vertou         | CFA 2               | La Jonelière           | 2 - 0 | Sasso , Wiltord                                                    | -         | Lien |
| Samedi 30 juillet 2011    |    | La Roche VF         | DH Atlantique       | La Jonelière           | 3 - 0 | Mandrichi 12e, 65e, Trebel 72e                                     | -         | Lien |
| Mardi 23 août 2011        |    | Orvault Sports      | DH Atlantique       | Orvault                | -     | -                                                                  | -         | -    |
| Mardi 27 septembre 2011   |    | USJA Carquefou      | CFA                 | Carquefou              | 2 - 2 | Pancrate , Lee                                                     | -         | Lien |
| Vendredi 7 octobre 2011   |    | FC Lorient          | Ligue 1             | Larmor-Plage           | 0 - 2 | -                                                                  | -         | Lien |
| Vendredi 11 novembre 2011 |    | EA Guingamp         | Ligue 2             | La Chapelle-des-Marais | 2 - 1 | Djordjevic 34e (pen.), Raspentino 50e                              | 800       | Lien |
| Mercredi 4 janvier 2012   |    | USSA Vertou         | CFA 2               | La Jonelière           | 6 - 2 | Raspentino 6e, Lee 22e, Bessat 41e, Djordjevic 46e 48e, Vivian 58e | -         | -    |
| Samedi 7 janvier 2012     |    | Les Herbiers VF     | CFA                 | La Jonelière           | 2 - 3 | Gakpé 44e, Lee 54e                                                 | -         | -    |
| Vendredi 20 janvier 2012  |    | Le Poiré-sur-Vie VF | National            | Le Poiré-sur-Vie       | 1 - 1 | Skvorc 67e                                                         | -         | -    |

## Compétitions

### Ligue 2
| Date                       | Journée | TV                      | Adversaire             | Lieu | Score | Buteurs du FCN                                         | Class. | Affluence |
| -------------------------- | ------- | ----------------------- | ---------------------- | ---- | ----- | ------------------------------------------------------ | ------ | --------- |
| Vendredi 29 juillet 2011   | J01     | CFoot (multiplex)       | CS Sedan-Ardennes      | Ext. | 0 - 2 | -                                                      | 19     | 8.348     |
| Vendredi 5 août 2011       | J02     | CFoot (multiplex)       | SC Bastia              | Dom. | 0 - 2 | -                                                      | 20     | 13.492    |
| Vendredi 12 août 2011      | J03     | CFoot (multiplex)       | AC Arles-Avignon       | Ext. | 0 - 0 | -                                                      | 19     | 2.955     |
| Lundi 22 août 2011         | J04     | Eurosport               | EA Guingamp            | Dom. | 4 - 0 | Veretout 19e, Wiltord 35e, Raspentino 69e, Vivian 72e  | 13     | 12.821    |
| Samedi 27 août 2011        | J05     | CFoot                   | Tours FC               | Ext. | 1 - 2 | Dalé 79e                                               | 15     | 7.015     |
| Vendredi 9 septembre 2011  | J06     | CFoot (match directeur) | Le Mans FC             | Dom. | 1 - 1 | Vivian 78e                                             | 16     | 11.024    |
| Vendredi 16 septembre 2011 | J07     | CFoot (multiplex)       | LB Châteauroux         | Ext. | 2 - 2 | Djordjevic 3e, Gakpé 37e                               | 16     | 6.150     |
| Mardi 20 septembre 2011    | J08     | CFoot (multiplex)       | FC Metz                | Ext. | 3 - 1 | Djordjevic 10e (pen.), Djilobodji 17e, Wiltord 65e     | 13     | 9.961     |
| Dimanche 25 septembre 2011 | J09     | -                       | Clermont Foot 63       | Dom. | 1 - 0 | Djilobodji 29e                                         | 9      | 12.685    |
| Samedi 1er octobre 2011    | J10     | CFoot                   | Le Havre AC            | Ext. | 1 - 1 | Veretout 81e                                           | 10     | 7.087     |
| Vendredi 14 octobre 2011   | J11     | CFoot (match directeur) | FC Istres OP           | Dom. | 3 - 1 | Veretout 34e, Trebel 50e, Wiltord 90e                  | 5      | 10.618    |
| Lundi 24 octobre 2011      | J12     | Eurosport               | US Boulogne-sur-Mer CO | Ext. | 1 - 2 | Martins Pereira 25e                                    | 9      | 9.871     |
| Lundi 31 octobre 2011      | J13     | Eurosport               | RC Lens                | Dom. | 1 - 0 | Raspentino 74e                                         | 7      | 28.746    |
| Samedi 5 novembre 2011     | J14     | x                       | ES Troyes AC           | Ext. | 0 - 2 | -                                                      | 9      | 9.846     |
| Vendredi 25 novembre 2011  | J15     | CFoot (multiplex)       | AS Monaco FC           | Dom. | 3 - 0 | Raspentino 32e, 53e, Pancrate 90+3e                    | 7      | 18.539    |
| Lundi 5 décembre 2011      | J16     | Eurosport               | Stade de Reims         | Ext. | 1 - 3 | Pancrate 88e                                           | 9      | 9.879     |
| Vendredi 16 décembre 2011  | J17     | CFoot (multiplex)       | Stade lavallois MFC    | Dom. | 2 - 3 | Wiltord 65e, Veretout 80e                              | 12     | 10.012    |
| Mardi 20 décembre 2011     | J18     | CFoot (multiplex)       | Amiens SC              | Ext. | 2 - 0 | Bessat 61e, Pancrate 90+2e                             | 11     | 10.216    |
| Vendredi 13 janvier 2012   | J19     | CFoot                   | Angers SCO             | Dom. | 2 - 1 | Djordjevic 32e, Djilobodji 75e                         | 5      | 14.780    |
| Mardi 17 janvier 2012      | J20     | Eurosport               | EA Guingamp            | Ext. | 0 - 2 | -                                                      | 10     | 9.617     |
| Samedi 28 janvier 2012     | J21     | CFoot (multiplex)       | Tours FC               | Dom. | 1 - 0 | Djordjevic 53e                                         | 6      | 9.623     |
| Mardi 13 mars 2012         | J22     | Eurosport               | Le Mans FC             | Ext. | 0 - 0 | -                                                      | 5      | 7.068     |
| Samedi 11 février 2012     | J23     | CFoot (multiplex)       | LB Châteauroux         | Dom. | 3 - 0 | Raspentino 14e, 69e, Djordjevic 45+1e                  | 4      | 8.383     |
| Lundi 20 février 2012      | J24     | Eurosport               | FC Metz                | Dom. | 0 - 0 | -                                                      | 4      | 16.051    |
| Vendredi 24 février 2012   | J25     | CFoot (match directeur) | Clermont Foot 63       | Ext. | 0 - 0 | -                                                      | 6      | 5.792     |
| Lundi 5 mars 2012          | J26     | Eurosport               | Le Havre AC            | Dom. | 1 - 0 | Djordjevic 36e                                         | 5      | 10.073    |
| Vendredi 9 mars 2012       | J27     | CFoot (multiplex)       | FC Istres OP           | Ext. | 1 - 2 | Raspentino 87e                                         | 5      | 2.237     |
| Vendredi 16 mars 2012      | J28     | CFoot (match directeur) | US Boulogne-sur-Mer CO | Dom. | 3 - 3 | Wiltord 2e, Veretout 45e, Pancrate 54e                 | 5      | 16.908    |
| Lundi 26 mars 2012         | J29     | Eurosport               | RC Lens                | Ext. | 0 - 1 | -                                                      | 6      | 19.972    |
| Lundi 2 avril 2012         | J30     | Eurosport               | ESTAC Troyes           | Dom. | 1 - 1 | Ngoyi 7e                                               | 8      | 13.993    |
| Vendredi 6 avril 2012      | J31     | CFoot (match directeur) | AS Monaco FC           | Ext. | 1 - 2 | Djilobodji 73e                                         | 9      | 5.583     |
| Lundi 16 avril 2012        | J32     | Eurosport               | Stade de Reims         | Dom. | 2 - 0 | Bessat 27e, Pancrate 63e                               | 6      | 11.774    |
| Vendredi 20 avril 2012     | J33     | CFoot (multiplex)       | Stade lavallois MFC    | Ext. | 0 - 2 | -                                                      | 9      | 8.663     |
| Vendredi 27 avril 2012     | J34     | CFoot (multiplex)       | Amiens SC              | Dom. | 5 - 0 | Wiltord 12e, 52e, 57e, Bangoura 67e, Cirilli 85e (csc) | 7      | 12.921    |
| Mardi 1er mai 2012         | J35     | CFoot (multiplex)       | Angers SCO             | Ext. | 0 - 2 | -                                                      | 8      | 10.195    |
| Vendredi 4 mai 2012        | J36     | CFoot (multiplex)       | AC Arles-Avignon       | Dom. | 3 - 0 | Bangoura 12e, Veretout 56e, Pancrate 79e               | 7      | 9.241     |
| Vendredi 11 mai 2012       | J37     | CFoot (multiplex)       | SC Bastia              | Ext. | 1 - 2 | Pancrate 32e                                           | 8      | 13.916    |
| Vendredi 18 mai 2012       | J38     | CFoot (multiplex)       | CS Sedan-Ardennes      | Dom. | 1 - 2 | Bessat 84e                                             | 9      | 13.269    |

### Coupe de France
| Date                     | Tour    | TV | Adversaire    | Niveau | Lieu | Score              | Buteurs du FCN                             | Affluence |
| ------------------------ | ------- | -- | ------------- | ------ | ---- | ------------------ | ------------------------------------------ | --------- |
| Samedi 19 novembre 2011  | 7e tour | x  | US Le Bouscat | DHR    | Ext. | 3 - 1 a.p.         | Djordjevic 19e, Veigneau 105e, Bessat 112e | 3.500     |
| Vendredi 9 décembre 2011 | 8e tour | x  | Rennes TA     | DH     | Ext. | 2 - 2 (4-3 t.a.b.) | Raspentino 26e, 94e                        | 3.000     |

### Coupe de la Ligue
| Date                     | Tour            | TV | Adversaire        | Niveau | Lieu | Score      | Buteurs du FCN  | Affluence |
| ------------------------ | --------------- | -- | ----------------- | ------ | ---- | ---------- | --------------- | --------- |
| Vendredi 22 juillet 2011 | 1er tour        | x  | Stade de Reims    | L2     | Ext. | 1 - 0 a.p. | Raspentino 114e | 5.919     |
| Mardi 9 août 2011        | 2e tour         | x  | LB Châteauroux    | L2     | Dom. | 1 - 0 a.p. | Vivian 120e     | 6.945     |
| Mercredi 31 août 2011    | 1/16e de finale | x  | CS Sedan-Ardennes | L2     | Ext. | 0 - 2      | -               | 3.984     |

## Statistiques

### Statistiques collectives
| Compétition       | Débute au tour  | Termine         | Matches joués | Gagnés | Nuls | Perdus | Buts pour | Buts contre | Différence |
| ----------------- | --------------- | --------------- | ------------- | ------ | ---- | ------ | --------- | ----------- | ---------- |
| Ligue 2           | -               | 9e              | 38            | 14     | 9    | 15     | 51        | 42          | +9         |
| Coupe de France   | 1/32e de finale | 1/16e de finale | 2             | 1      | 1    | 0      | 5         | 3           | +2         |
| Coupe de la Ligue | 1er tour        | 1/16e de finale | 2             | 2      | 0    | 1      | 2         | 2           | +0         |
| Total             | -               | -               | 42            | 17     | 10   | 16     | 58        | 47          | +11        |

### Équipe-type
Équipe-type réalisée à l'aide des étoiles et des formations données tout au long de la saison par France Football.

## Sponsors / Partenaires
- Synergie
- Erreà
- Corem
- Afone Mobile
- Anvolia
- Imprimerie Offset 5 Édition
- France Pari Sportif
- 11 Football Club